# Joseph Berberich
Joseph Berberich, aussi nommé Josef Berberich, né le 20 mai 1897 à Grosskrotzenburg, province de Hesse-Nassau (Allemagne) et décédé le 3 juin 1969 à New-York (États-Unis), est un professeur d'otorhinolaryngologie allemand.

## Carrière universitaire
En 1914, Joseph Berberich réussit son examen de fin d'études au lycée de Hanau. Il étudie la médecine aux universités de Francfort-sur-le-Main et de Berlin.
Pendant la Première Guerre mondiale, il se porte volontaire dans le régiment d'Uhlan n°6 à Hanau, puis il devient médecin militaire.
Il obtient le doctorat en 1919.
De 1920 à 1924 il est l'élève du professeur de pathologie Bernhard Fischer-Wasels à l'Institut de Pathologie Senckenberg de l'Université de Francfort.
En 1924, il est l'élève du professeur Otto Voss et se spécialise en otorhinolaryngologie. Il devient assistant, puis médecin-chef à la Clinique des oreilles, du nez et de la gorge de Francfort. En 1927, il est nommé professeur de médecine de l'oreille et de rhinologie.
En parallèle de ses activités universitaires, il installe un cabinet de consultation à Francfort en 1930.

## National-socialisme
Issu d'une famille juive, il est destitué de son poste universitaire par la Loi allemande sur la restauration de la fonction publique du 7 avril 1933. Il a également dû renoncer à son poste de médecin-chef. Cependant, il a continué à diriger son cabinet médical jusqu'en 1938, date à laquelle il parvient à fuir au Royaume-Uni.

## Émigration aux USA
En 1940, il émigre aux États-Unis et installe un cabinet médical à New-York. Il devient éditeur de la revue médicale Proceedings of the Rudolf Virchow Medical Society in the City of New York.

## Travaux scientifiques
En tant que scientifique, Joseph Berberich a étudié le traumatisme cérébral du nouveau-né induit par l'accouchement, la myélographie, la sclérose en plaques, l'apoplexie et la surdité, l'otospongiose, les maladies vasculaires de l'oreille.

### Publications

#### Sur le traumatisme obstétrical
- 1924 : (de) Joseph Berberich et A. Wiechers, « Zur Symptomatologie des Geburtstraumas. », Zeitschrift für Kinderheilkunde,‎ 1924 (DOI 10.1007/BF02224924)
- 1925 : (de) Joseph Berberich, « Experimentelle Untersuchungen über das Geburtstrauma des Felsenbeines. », Deutsche Medizinische Wochenschrift,‎ octobre 1925 (DOI 10.1055/s-0028-1137245)
- 1925 : (de) Joseph Berberich et R. Baer, « Fettbefunde im Gehirn fötaler und neugeborener Tiere », Mönch. med. Wschr.,‎ 1925
- 1925 : (de) Joseph Berberich et M. Stern, « Beitrag zur Mechanik der Entstehung geburtstraumatischer Felsenbeinblutungen. », Z. Hals-Nasen-Ohrenheilk,‎ 1925
- 1926 : (de) Joseph Berberich, « Geburtstraumatische Veränderungen der Hypophyse. », Mschr. Kinderheilk.,‎ 1926
- 1959 : (de) Joseph Berberich, « Otological findings in birth injuries of the newborn. Part 1. », Archives of Pediatrics,‎ 1959 (PMID 13799116)
- 1960 : (de) Joseph Berberich, « Otological findings in birth injuries of the newborn. Part II. », Archives of Pediatrics,‎ 1960 (PMID 13799117)

## Distinction
La ville de Grosskrotzenburg a lui a rendu hommage en nommant une de ses rues Joseph-Berberich-Strasse.